# Desiré
Desiré è un film drammatico del 2023 scritto e diretto da Mario Vezza, al suo debutto alla regia.

## Trama
Desiré è una ragazza napoletana di origine senegalese, ha sedici anni e vive alla giornata. Non ha amici, né interessi, né grandi passioni, il suo mondo appare vuoto come lo sguardo di sua madre, una tossicodipendente che non riesce a stare in piedi. L'unica cosa che ha valore è l'affetto che prova per Emanuele, un ragazzino di qualche anno più grande che cerca una rapida ascesa nella malavita locale. È per colpa loro se Desiré si trova nel posto sbagliato al momento sbagliato: viene arrestata dalla polizia e spedita in un penitenziario minorile. Nella sua lunga detenzione, Desiré inizia un lento percorso di crescita identitaria che non credeva possibile.

## Produzione
Le riprese si sono svolte nel luglio 2022 a Napoli, per la grande maggioranza all'interno del carcere minorile di Nisida.

## Distribuzione
Il film è stato presentato in anteprima alla Festa del Cinema di Roma 2023 in concorso nella sezione "Alice nella città" ed è stato distribuito in Italia il 14 novembre 2024.

## Riconoscimenti
Il film è stato selezionato in Festival Nazionali e Internazionali, vincendo diversi premi tra cui il premio "Raffaella Fioretta"come miglior film del panorama Italia della 21ª edizione del Festival Alice nella città.